# Curtitoma
Curtitoma é um gênero de gastrópodes pertencente à família Mangeliidae.

## Espécies
- Curtitoma bartschi (Bogdanov, 1985)[3]
- Curtitoma becklemishevi Bogdanov, 1989[4]
- Curtitoma conoidea (Sars G. O., 1878)[5]
- Curtitoma contraria Bonfitto & Morassi, 2012
- Curtitoma decussata (Couthouy, 1839)[6]
- Curtitoma delicata (Okutani, 1964)
- Curtitoma exquisita (Yokoyama, 1926)
- Curtitoma finmarchia (Friele, 1886)
- Curtitoma fiora (Dall, 1919)[7]
- Curtitoma georgоssiani Merkuljev, 2017
- Curtitoma hebes (Verrill, 1880)[8]
- Curtitoma hinae (Okutani, 1968)
- Curtitoma incisula (Verrill, 1882)[9]
- Curtitoma lawrenciana (Dall, 1919)[10]
- Curtitoma livida (Møller, 1842)
- Curtitoma neymanae Bogdanov, 1989[11]
- Curtitoma niigataensis Bogdanov & Ito, 1992[12]
- Curtitoma novajasemljensis (Leche, 1878)[13]
- Curtitoma ovalis (Friele, 1877)[14]
- Curtitoma piltuniensis (Bogdanov, 1985)[15]
- Curtitoma trevelliana (Turton, 1834)[16]
- Curtitoma violacea (Mighels & C.B Adams, 1842)[17]

Espécies trazidas para a sinonímia
- Curtitoma candita (Yokoyama, 1926): sinônimo de Oenopota candida (Yokoyama, 1926)
- Curtitoma hecuba Bartsch, 1941: sinônimo de Curtitoma incisula (Verrill, 1882)
- Curtitoma hokkaidoensis (Barsch, 1941): sinônimo de Obesotoma hokkaidoensis (Bartsch, 1941)
- Curtitoma microvoluta (Okutani, 1964):[18] sinônimo de Oenopota candida (Yokoyama, 1926)
- Curtitoma novajasemliensis (Leche, 1878): sinônimo de Curtitoma novajasemljensis (Leche, 1878)
- Curtitoma reticulata (Brown, 1827): sinônimo de Curtitoma trevelliana (Turton, 1834)
- Curtitoma trevellianum (Turton W., 1834): sinônimo de Curtitoma trevelliana (Turton, 1834)